# Ossonis indica
Ossonis indica là một loài bọ cánh cứng trong họ Cerambycidae.